# Acalolepta pseudobianor
Acalolepta pseudobianor är en skalbaggsart som först beskrevs av Stefan von Breuning 1935.  Acalolepta pseudobianor ingår i släktet Acalolepta och familjen långhorningar.
Artens utbredningsområde är Filippinerna. Inga underarter finns listade i Catalogue of Life.